# Isola di Perlamutrovyj
L'isola di Perlamutrovyj, o isola della Madreperla (in russo Остров Перламутровый, ostrov Perlamutrovyj), è un'isola russa che fa parte dell'arcipelago della Terra di Francesco Giuseppe, si affaccia sul Mare di Kara.
L'isola si trova al largo della costa sud-orientale dell'isola di Graham Bell, a nord-est di capo Lejter. È di forma circolare, ha un diametro di circa 1,5 km, un'altezza massima di 22 m ed è interamente coperta dal ghiaccio.